# Enya (D.10) jezici
Enya (D.10) jezici podskupina nigersko-kongoanskih jezika porodice bantu iz Demokratske Republike Kongo. Obuhvaća (4) jezika koji čine dio šire skupine centralnih bantu jezika u zoni D. Podskupinu u zoni D čine zajedno s jezicima bembe (D.50) (2), bira-huku (D.30) (14), lega-kalanga (D.20) (11) i Nyanga (D.40) (1), jezik nyanga [nyj]. Predstavnici su: 
- enya ili genya [gey], 15.000 (2000);
- lengola ili kilengola [lej], 100.000 (1998);
- mbole ili lombole [mdq], 100.000 (Welmers 1971);
- mituku ili kinya-mituku [zmq], 50.900 (2000).[1]

## Vanjske poveznice
- Ethnologue (16th)
- Ethnologue (15th)